# Ахименес
Ахиме́нес (лат. Achiménes) — род цветковых растений семейства Геснериевые (лат. Gesneriaceae). Многолетние красивоцветущие травянистые корневищные растения с периодом зимнего покоя. Родина Южная и Центральная Америка — от Мексики через Центральную Америку до Эквадора и Колумбии, часть островов Карибского моря; центр видового разнообразия — Центральная и Южная Мексика. Произрастает в тропических лесах с чередованием сухого и влажного сезона. Представитель подтрибы Gloxiniinae трибы Gesnerieae..
Название „Achimenes“ изначально было использовано для наименования одного из видов растений рода Columnea, но в дальнейшем было зарезервировано для данного рода в публикации Persoon (1806). Синонимы родового названия - Cyrilla, Trivirana, Locheria, Scheeria. Часть растений, ранее включенных в данный род, была в дальнейшем отнесена к родам Eucodonia, Gloxinia и Goyazia.

## Описание
Многолетние травянистые растения разного габитуса, с подземным чешуйчатым корневищем — ризомами длиной 1-3 см. При помощи ризом растения могут образовывать клоны, занимающие значительные площади. Стебли слабые поникающие или прямостоячие, слабоветвящиеся, опушенные. Листья опушенные, с пильчатым краем, снизу часто густо окрашены. Цветки одиночные или парные, пазушные, крупные; 5-лопастная чашечка узкая и короткая; венчик с длинной изящной трубкой и раскидистым отгибом разнообразных окрасок. Шпорец присутствует у ряда видов. Нектарники образуют кольцо вокруг завязи и не связаны напрямую со шпорцем.
Опылителями являются колибри (виды A. admirabilis, A. antirrhina, A. erecta, A. heterophylla, A. pedunculata, A. skinneri), дневные бабочки (виды A. cettoana, A. grandiflora, A. longiflora, A. nayaritensis, A. patens), самки одиночных пчёл-эуглоссин (виды A. dulcis, A. glabrata, A. hintoniana, A. mexicana) и медоносные пчёлы (виды A. brevifolia, A. candida, A. fimbriata, A. flava, A. misera, A. obscura, A. occidentalis, A. woodii).
Количество хромосом подсчитано у 18 видов рода, n = 11 в большинстве случаев; известно 3 тетраплоидных вида, и есть 2 вида (A. pedunculata и A. skinneri) с n = 17.
В 2020 году секвенирована полная последовательность генома хлоропластов A. cettoana.

## Агротехника
Летом в период роста предпочитает светлое тёплое место, без прямого палящего солнца, влажный воздух, регулярный умеренный полив без застаивания воды в поддоне. После отцветания (сентябрь-октябрь) полив сократить, и после усыхания надземной части растения — прекратить. Усохшие стебли срезать, горшок хранить в темном, прохладном (16-18 градусов) месте. Примерно в феврале-марте корневища прорастают нитевидными опушёнными побегами. Не пропустите этот момент, когда можно пересадить и начать поливать.

## Посадка
Весной осторожно выбить ком из горшка, корневища освободить от старой земли, если надо — разделить, и посадить в легкий питательный субстрат с примесью торфа. Корневища равномерно разложить по поверхности и присыпать субстратом слоем около 2 см. Поверхность слегка уплотнить, например спичечным коробком, полить водой комнатной температуры. Регулярный полив начинать после прорастания побегов.

## Размножение
Весной, до начала роста, спящими чешуйчатыми корневищами — ризомами; летом — зелеными черенками.

## Использование
В интерьере, как ампельное, в подвесных корзинках и настенных кашпо, на окнах на восточную и западную сторону.

## Виды
По информации базы данных The Plant List (2013), род включает 26 видов:
- Achimenes admirabilis Wiehler — Мексика, штат Оахака
- Achimenes antirrhina (DC.) C.V.Morton — Мексика (Оахака и Чьяпас), Гватемала
- Achimenes brevifolia C.V.Morton
- Achimenes candida Lindl.
- Achimenes cettoana H.E.Moore — Мексика, штат Чьяпас
- Achimenes dulcis C.V.Morton — Мексика, штаты Мичоакан, Герреро
- Achimenes elota Denham
- Achimenes erecta (Lam.) H.P.Fuchs  — Мексика, на юг до Эквадора, острова Карибского моря  [syn.  Achimenes coccinea (Scop.) Pers. typus[7]]
- Achimenes fimbriata Rose ex C.V.Morton
- Achimenes flava C.V.Morton — Мексика, штат Мичоакан
- Achimenes glabrata (Zucc.) Fitzg.
- Achimenes grandiflora (Schiede) DC. — Мексика, на юг до Гватемалы
- Achimenes heterophylla (Mart.) DC.  — несколько штатов Мексики
- Achimenes hintoniana Ram.-Roa & L.E.Skog
- Achimenes longiflora DC.— Мексика, значительная часть Центральной Америки, Колумбия, острова Карибского моря
- Achimenes mexicana (Seem.) Benth. & Hook.f. ex Fritsch — северо-западная Мексика
- Achimenes misera Lindl. — большая часть Центральной Америки, от Мексики до Гондураса. Иногда из этого вида выделяется A. warszewicziana
- Achimenes nayaritensis L.E.Skog
- Achimenes obscura C.V.Morton
- Achimenes occidentalis C.V.Morton
- Achimenes patens Benth.
- Achimenes pedunculata Benth. — южная Мексика (Чьяпас, Оахака)
- Achimenes × sanguinea (hort. ex Hanst.) Regel ex Hanst.
- Achimenes skinneri Gordon ex Lindl.
- Achimenes tincticoma D.L.Denham
- Achimenes woodii C.V.Morton

Ещё достаточно большое число видовых названий этого рода имеют в The Plant List (2013) статус unresolved name, то есть относительно этих названий нельзя однозначно сказать, следует ли их свести в синонимику других видов — либо их следует использовать как названия самостоятельных видов. В природе виды с лёгкостью образуют природные гибриды, что способствует росту разнообразия. Разнообразие цветков внутри рода является адаптацией к различным видам опылителей.
В селекции культурных садовых сортов были использованы дикорастущие виды Achimenes longiflora, Achimenes antirrhina, Achimenes erecta [syn. Achimenes coccinea], Achimenes grandiflora и другие. Выведено много сортов, различных окрасок и габитуса. В культуре получены межродовые  гибриды Achimenantha и Heppimenes.